# Peter Knight (compositeur)
Pour les articles homonymes, voir Peter Knight.
Peter Knight (23 juin 1917 - 30 juillet 1985) est un arrangeur, chef d'orchestre et compositeur britannique.

## Carrière
Knight est né à Exmouth, dans le Devon, en Angleterre. Il travaille avec des vedettes de ITV, de Spot The Tune (1956) avec Jackie Rae (en) et Marion Ryan (en) à la série Home to Roost  (1985). Il compose également les partitions pour les films La Maison ensorcelée (1968, Boris Karloff) et Sunstruck (en) (1972, Harry Secombe). 
Outre ces deux pans de sa carrière, il connuait quelques faits saillants dont :
- Chef d'orchestre et orchestrateur pour le film Le Fantôme de Milburn (1981)
- Chef d'orchestre de la musique du film Dark Crystal (1982)
- Chef d'orchestre pour de nombreux épisodes de Morecambe and Wise (1969-77)
- Chef d'orchestre pour The Last Goon Show of All (en) 1972
- Chef d'orchestre et orchestrateur pour de nombreuses chansons de Scott Walker dans les années 1960.
- Orchestrateur de la musique du film Tess de Roman Polanski (1979)
- Orchestrateur et chef d'orchestre de la musique du film La Guerre du feu de Jean-Jacques Annaud (1981).

Pour répondre aux commandes d'orchestrations pour toutes sortes d'artistes il monte son propre orchestre, le Peter Knight Orchestra.
Après sa mort, Yorkshire TV a créé le prix annuel Peter Knight pour récompenser l'excellence dans l'arrangement musical.
Il a également travaillé dans la musique pop, il est notamment devenu célèbre pour son orchestration luxuriante, illustrée par les sections orchestrales de Days of Future Passed des Moody Blues. Plus tard, il a continué son travail avec les membres des Moody Blues, Justin Hayward et John Lodge, sur trois chansons sur l'album Blue Jays (en) sorti en 1975.
Richard Carpenter l'a invité à se rendre à Los Angeles en 1977, afin de produire un son similaire pour la reprise par The Carpenters de Calling Occupants of Interplanetary Craft (en) (1977) ainsi que leur version de Don't Cry For Me Argentina.
Peter Knight a également collaboré avec Les Carpenters sur leurs deux émissions spéciales en 1977 et 1978, dont il était le principal arrangeur.
Il est également célèbre pour ses arrangements pour les King's Singers, en particulier la chanson You are the New Day. Il a également arrangé plusieurs œuvres destinées à des chorales d'amateurs.
Il remarqua que son son pouvait avoir de la résonance avec un auditoire hippie, et il a enregistré un single Within You Without You, la chanson de George Harrison sur l'album Sgt.pepper's Lonely Hearts Club Band, publié sous le nom de Peter Knight and His Orchestra. Cela faisait partie du projet de publier la totalité de l'album dans une version orchestrale. Il a été publié en 1967 sur le label Mercury. 
Son fils, également appelé Peter Knight, a co-produit l'enregistrement original de Hair (1968).

## Compositions
- Thème pour Thank Your Lucky Stars (1961)
- Le Vol du Héron (série dramatique) (1968)
- Duty Free (série télévisée comédie de 1984-86)
- Home to Roost  (série télévisée de comédie de 1986-89)